# Mimonthophagus semicirculifer
Mimonthophagus semicirculifer är en skalbaggsart som beskrevs av D'orbigny 1902. Mimonthophagus semicirculifer ingår i släktet Mimonthophagus och familjen bladhorningar. Inga underarter finns listade i Catalogue of Life.